# Puy-Saint-Eusèbe

Puy-Saint-Eusèbe este o comună în departamentul Hautes-Alpes, Franța. În 1 ianuarie 2022 avea o populație de 190 de locuitori.